# 堀越将伸
堀越 将伸（ほりこし まさのぶ、1977年10月15日 - ）は、NHKのアナウンサー。

## 人物
群馬県桐生市生まれ埼玉県さいたま市、宮城県仙台市、イタリア、イギリス出身。中央大学卒業後、2001年入局。
東京勤務時は緊急報道を担当した。
息子がいる。

## 現在の担当番組
- NHKニュースおはよう静岡 キャスター（不定期・2023年7月 - ）
- ニュースしずおか845（不定期）
- ニュースしずおか645（不定期）
- 静岡のニュース・中継・リポーター
- NHKニュース たっぷり静岡（リポーター・キャスター代行））

## 過去の担当番組

### 釧路放送局時代
- ほくほくテレビ　情報くしろ・ねむろ
- タンチョウてれび
- 北海道中ひざくりげ 旅人

秋田放送局時代
- 秋田県のニュース・中継・リポート
- ニュースこまち（不定期・小山径のキャスター代行など

長野放送局時代（ - 2013年7月）
- 長野県のニュース・中継・リポート
- イブニング信州（不定期・森田洋平のキャスター代行など）
- 信州845（不定期）

東京アナウンス室時代（2013年8月 - 2016年度）
- 関東甲信越のニュース（2013年8月 - 2014年3月）
- グローバルな人 ～世界で生きる“処方箋”～  ヨルダン×難民支援×UNHCR 南部成子（ナレーション・2014年8月30日）
- BS1スペシャル「時代をプロデュースした者たち（2014年12月 - 2015年5月　ナレーション）
- NHKニュースおはよう日本
  - キャスター〔4:30 - 6:25〕（2015年3月30日 - 2016年3月25日）[3]
  - リポーター（2014年4月 - 2015年3月・2016年4月 - 2017年3月）
- コズミックフロント☆NEXT ナレーション
- 探検！世界遺産 国立西洋美術館  ～ル・コルビュジエの夢～（メインナレーション・2016年7月18日）
- ハートネットTV 公開すこやか長寿 司会（不定期放送・2016年5月12日 - ）
- ニュース・気象情報（不定期）

沖縄放送局時代（2017年度 - 2021年6月）
- おきなわHOTeye
  - キャスター：2017年4月3日 - 2020年3月27日
  - 池間昌人のキャスター代行：2020年4月30日・5月1日
- 沖縄県のニュース
- 沖縄熱中倶楽部（不定期）
- ニュース845沖縄（不定期）

福井放送局時代（2021年7月 - 2023年6月）
- 福井県のニュース
- ニュースザウルスふくい（編集責任者・角谷直也、五十嵐椋のキャスター代行など）
- ニュースザウルス845（不定期）
- おはよう福井（不定期）
- 放送部副部長（2021年7月-2023年3月）→コンテンツセンターアナウンスグループ統括（2023年4月-6月）
- 福井放送局制作番組の編集責任者
- Dino★ラジ（編集責任者）
- さらさらサラダ・福井（編集責任者）
- 緊急報道（福井放送局発）
- インタビューここから「演出家・梅田紳爾」か[東京発] インタビュアー（2022年9月23日）

静岡放送局時代（2023年7月 - ）
- NHKニュース たっぷり静岡（後藤康之、片平和宏のキャスター代行）
- 令和6年能登半島地震の緊急報道対応による富山放送局への応援派遣で、氷見市からのリポートと富山県のニュースを担当（2024年1月7日）
- NHKニュースおはよう日本（NEWSWEBチェック：2025年1月27日）
- 第107回全国高等学校野球選手権静岡大会（準決勝・第2試合の実況）